# 拉希德·阿斯巴
拉希德·萨利赫·哈马德·阿斯巴（阿拉伯語：راشد صالح حمد العذبة，1980年8月18日—），卡塔尔男子射击运动员，2014年亚洲运动会男子双多向飞碟团体金牌得主、2022年世界飞碟射击锦标赛男子双向飞碟铜牌得主。